# Ostra Góra (Pogórze Jasielskie)
Ostra Góra (366 m n.p.m.) – wzgórze w zachodniej części Pogórza Jasielskiego.
Leży w dziale wodnym między dorzeczami rzek: Wisłoki i jej dopływu Kłopotnicy na wschodzie oraz Bednarki na zachodzie. Jej wierzchołek wznosi się ok. 1 km na wschód od centrum Cieklina i niespełna 300 m na zachód od szosy Folusz – Dębowiec.
Wzgórze w formie dość kształtnej kopki jest w całości pokryte polami i pastwiskami. Przez szczyt Ostrej Góry biegnie z zachodu na wschód polna dróżka z centrum Cieklina do wspomnianej szosy. Na wierzchołku krzyż (odnowiony w 2000 r.).
Podczas I wojny światowej, wiosną 1915 r., na Ostrej Górze znajdowały się pozycje zapasowe trzeciej linii obrony rosyjskiej. Podczas niemieckiej ofensywy na początku maja 1915 r. wzgórze atakowały oddziały niemieckiej 119 Dywizji Piechoty, by po krwawych walkach zająć je przed zmierzchem 4 maja.